# Maria Anna di Savoia (1757-1824)
Maria Anna Carolina Gabriella di Savoia (Torino, 17 dicembre 1757 – Stupinigi, 11 ottobre 1824) fu una principessa del regno di Sardegna per nascita, e duchessa di Chiablese per matrimonio.

## Biografia

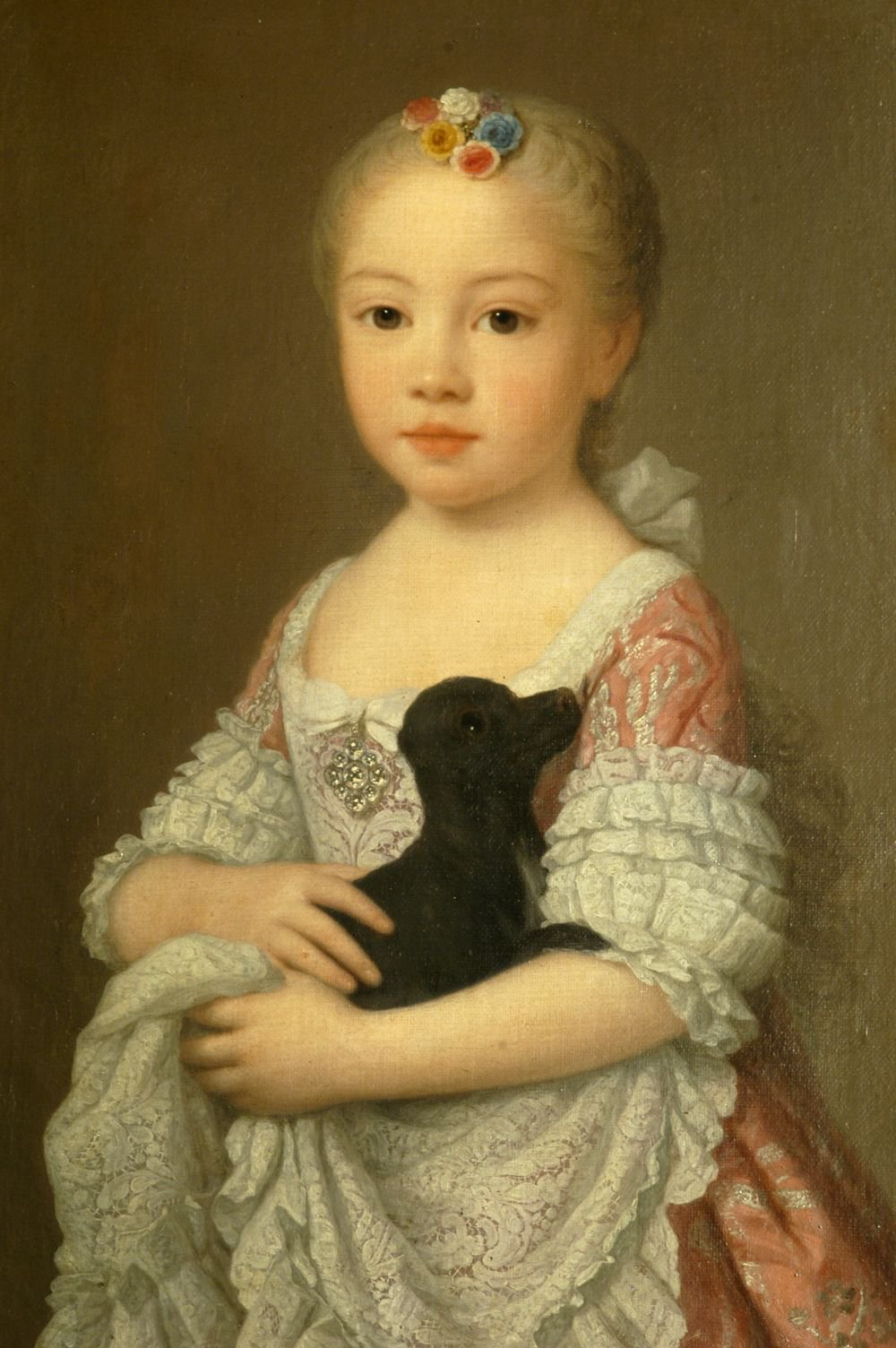
Rtratto di Maria Anna di Savoia, Duchessa di Chiablese, di Domenico Duprà, 1762 circa, Palazzo Reale di Torino.

### Infanzia
Maria Anna nacque nel Palazzo Reale di Torino nel 1757 dal re Vittorio Amedeo III di Savoia e dall'infanta Maria Antonia Ferdinanda di Spagna, figlia del re Filippo V di Spagna e di Elisabetta Farnese, nata principessa di Parma.

### Matrimonio
Venne data in moglie a suo zio Benedetto di Savoia, Duca del Chiablese. Il matrimonio venne celebrato a Torino il 19 marzo 1775 e rimase senza figli.
Ebbe buoni rapporti con le cognate Maria Clotilde di Francia e Maria Teresa d'Asburgo-Este e anche con Benedetto che vide però sempre come suo zio e non come marito.

### Duchessa di Chiablese
In seguito all'occupazione francese da parte di Napoleone la Corte e i duchi di Chiablese lasciarono Torino per la Sardegna dove rimasero fino alla fine del 1799 per poi lasciare l'isola e trasferirsi a Roma.

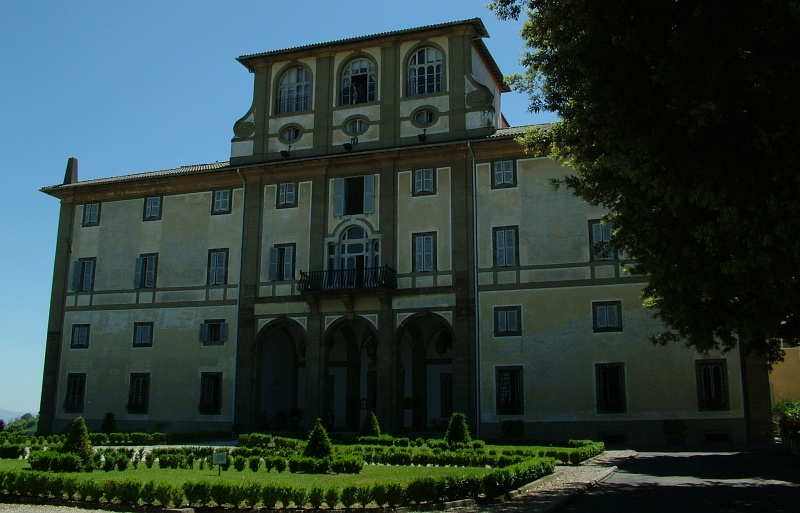
Villa Rufinella, Frascati.

Rimasta vedova nel 1808, andò a vivere nel Palazzo Chiablese, che più tardi lasciò in eredità a Carlo Felice di Savoia. Nel 1820 acquistò Villa Rufinella da Luciano Bonaparte.

### Morte
Morì nella Palazzina di caccia di Stupinigi nel 1824 all'età di sessantasei anni.

## Ascendenza
|                                      |                        |                                                 | Genitori                                                    |  |  | Nonni |  |  | Bisnonni                     |  |  | Trisnonni                   |  |
|                                      |                        |                                                 |                                                             |  |  |       |  |  | Vittorio Amedeo II di Savoia |  |  | Carlo Emanuele II di Savoia |  |
|                                      |                        |                                                 |                                                             |  |  |       |  |  | Vittorio Amedeo II di Savoia |  |  | Carlo Emanuele II di Savoia |  |
|                                      |                        | Maria Giovanna Battista di Savoia-Nemours       |                                                             |  |  |       |  |  | Vittorio Amedeo II di Savoia |  |  |                             |  |
| Carlo Emanuele III di Savoia         |                        |                                                 |                                                             |  |  |       |  |  | Vittorio Amedeo II di Savoia |  |  |                             |  |
|                                      |                        | Anna Maria d'Orléans                            | Filippo I di Borbone-Orléans                                |  |  |       |  |  |                              |  |  |                             |  |
|                                      |                        | Anna Maria d'Orléans                            | Filippo I di Borbone-Orléans                                |  |  |       |  |  |                              |  |  |                             |  |
|                                      |                        | Anna Maria d'Orléans                            | Enrichetta Anna Stuart                                      |  |  |       |  |  |                              |  |  |                             |  |
| Vittorio Amedeo III di Savoia        |                        | Anna Maria d'Orléans                            |                                                             |  |  |       |  |  |                              |  |  |                             |  |
|                                      |                        | Ernesto Leopoldo di Assia-Rotenburg             | Guglielmo d'Assia-Rotenburg                                 |  |  |       |  |  |                              |  |  |                             |  |
|                                      |                        | Ernesto Leopoldo di Assia-Rotenburg             | Guglielmo d'Assia-Rotenburg                                 |  |  |       |  |  |                              |  |  |                             |  |
|                                      |                        | Ernesto Leopoldo di Assia-Rotenburg             | Maria Anna di Löwenstein-Wertheim-Rochefort                 |  |  |       |  |  |                              |  |  |                             |  |
| Polissena Cristina d'Assia-Rotenburg |                        | Ernesto Leopoldo di Assia-Rotenburg             |                                                             |  |  |       |  |  |                              |  |  |                             |  |
|                                      |                        | Eleonora Maria di Löwenstein-Wertheim-Rochefort | Massimiliano Carlo Alberto di Löwenstein-Wertheim-Rochefort |  |  |       |  |  |                              |  |  |                             |  |
|                                      |                        | Eleonora Maria di Löwenstein-Wertheim-Rochefort | Massimiliano Carlo Alberto di Löwenstein-Wertheim-Rochefort |  |  |       |  |  |                              |  |  |                             |  |
|                                      |                        | Eleonora Maria di Löwenstein-Wertheim-Rochefort | Polissena Maria Khuen von Lichtenberg und Belasi            |  |  |       |  |  |                              |  |  |                             |  |
| Maria Anna di Savoia                 |                        | Eleonora Maria di Löwenstein-Wertheim-Rochefort |                                                             |  |  |       |  |  |                              |  |  |                             |  |
|                                      | Luigi, il Gran Delfino | Luigi XIV di Francia                            |                                                             |  |  |       |  |  |                              |  |  |                             |  |
|                                      | Luigi, il Gran Delfino | Luigi XIV di Francia                            |                                                             |  |  |       |  |  |                              |  |  |                             |  |
|                                      | Luigi, il Gran Delfino | Maria Teresa d'Austria                          |                                                             |  |  |       |  |  |                              |  |  |                             |  |
| Filippo V di Spagna                  | Luigi, il Gran Delfino |                                                 |                                                             |  |  |       |  |  |                              |  |  |                             |  |
|                                      |                        | Maria Anna di Baviera                           | Ferdinando Maria di Baviera                                 |  |  |       |  |  |                              |  |  |                             |  |
|                                      |                        | Maria Anna di Baviera                           | Ferdinando Maria di Baviera                                 |  |  |       |  |  |                              |  |  |                             |  |
|                                      |                        | Maria Anna di Baviera                           | Enrichetta Adelaide di Savoia                               |  |  |       |  |  |                              |  |  |                             |  |
| Maria Antonietta di Borbone-Spagna   |                        | Maria Anna di Baviera                           |                                                             |  |  |       |  |  |                              |  |  |                             |  |
|                                      |                        | Odoardo II Farnese                              | Ranuccio II Farnese                                         |  |  |       |  |  |                              |  |  |                             |  |
|                                      |                        | Odoardo II Farnese                              | Ranuccio II Farnese                                         |  |  |       |  |  |                              |  |  |                             |  |
|                                      |                        | Odoardo II Farnese                              | Isabella d'Este                                             |  |  |       |  |  |                              |  |  |                             |  |
| Elisabetta Farnese                   |                        | Odoardo II Farnese                              |                                                             |  |  |       |  |  |                              |  |  |                             |  |
|                                      |                        | Dorotea Sofia di Neuburg                        | Filippo Guglielmo del Palatinato                            |  |  |       |  |  |                              |  |  |                             |  |
|                                      |                        | Dorotea Sofia di Neuburg                        | Filippo Guglielmo del Palatinato                            |  |  |       |  |  |                              |  |  |                             |  |
|                                      |                        | Dorotea Sofia di Neuburg                        | Elisabetta Amalia d'Assia-Darmstadt                         |  |  |       |  |  |                              |  |  |                             |  |
|                                      |                        | Dorotea Sofia di Neuburg                        |                                                             |  |  |       |  |  |                              |  |  |                             |  |